# Sten G. Camitz
Sten-Göran Camitz, född 11 januari 1926 i Västmanland, död 4 februari 2014, svensk regissör, fotograf och klippare. Camitz spelade generalen i filmatiseringen av förhöret som ingick i Jan Guillous roman Fiendens fiende. Camitz avled den 4 februari 2014. Hans dödsannons publicerades i Dagens Nyheter den 15 februari 2014.

## Regi
- Skriv skrivare skriv, 1956

## Klippning
- Sound of Näverlur, 1971
- Du gamla, du fria, 1972
- Georgia, Georgia, 1972, (film editor)
- Vän med vattnet, 1974

## B-foto
- Flygplan saknas, 1965, (Flygfoto)

## Rollista
- Alice in Wonderland, 1951, Örnen/Manaden
- Den tecknade filmen Peter Pan, 1953, röst.
- Skåpet, 1970, direktören
- Deadline, 1971